# Koellensteinia lineata
Koellensteinia lineata är en orkidéart som först beskrevs av João Barbosa Rodrigues, och fick sitt nu gällande namn av Leslie Andrew Garay. Koellensteinia lineata ingår i släktet Koellensteinia och familjen orkidéer. Inga underarter finns listade i Catalogue of Life.